# Bharathan
Bharathan, fue director de cine, artista, compositor, director musical, escultor, diseñador de carteles, editor y director de arte. Bharathan es el fundador de una nueva escuela de cine en lengua Malayalam , junto con Padmarajan , en la década de 1980, creando películas que fueron aclamadas por la crítica. Esta escuela ha continuado en la década de los 90, con una serie de directores y guionistas como Sibi Malayil , Kamal , Lohithadas , Jayaraj y Anthikkad Sathyan .
Bharathan es ampliamente considerado como uno de los más influyentes y prolíficos realizadores de la escuela por él fundada y ha dirigido más de 50 películas en varios idiomas.

## Inicios de su carrera
Después de terminar su diploma de la Escuela de Bellas Artes, Bharathan entró en el mundo del cine como director de arte de Vicente, un consumado director de la época con la película Ghandarva Kshetram. Se sintió atraído por el trabajo de su tío, PN Menon un veterano director de cine. Después de trabajar como director de arte y asistente de dirección de algunas películas, hizo su debut como director en 1974 con Prayanam. La película recibió el premio nacional a la mejor película regional en ese año. También marcó el surgimiento de los dos primeros defensores de la corriente Malayalam en cine.

## El estilo y los temas
Las películas de Bharathan han sido bien conocidas por su retrato realista de la vida rural en Kerala. El melodrama y el escapismo, a menudo una parte integral del cine comercial en la India, están por lo general ausentes en sus películas. También logró mantenerse al margen del sistema del cine centrado en el protagonista estrella, que prevalece en el cine indio. Sus últimas películas involucran grandes estrellas de cine, pero por lo general sin comprometer la trama o narración. 

## Carrera cinematográfica
Bharathan mostró una tendencia a retratar magistralmente la vida de campo en las zonas rurales de Kerala. Ha dirigido más de 40 películas en malayalam, tamil y telugu. Comenzó su carrera en 1975 con Prayanam, y llegó a la fama con Thakara, una película sobre un personaje central tonto e ingenioso, que se enamora de la belleza del pueblo. Algunas de sus películas memorables incluyen Rathinirvedam, Chamaram, Paalangal, Amaram y Vaishali.
Otro de los elementos que caracterizaron a Bharathan es que exhibió un talento poco común en el tratamiento de relaciones sexuales sin caer en la vulgaridad, lo que posteriormente se convirtió en el denominado "toque Bharathan". Su asociación con Padmarajan fue el comienzo de una época dorada del cine en Malayalam. Pero solo trabajaron juntos en pocas películas, dado que rápidamente Padmarajan se convirtió en un director independiente. Rathi Nirvedam y Thakara fueron las películas más notables en que trabajaron juntos, la última considerada una de las mejores.
Rathi Nirvedam muestra un tratamiento sensible de la angustia sexual de los adolescentes. En Thakara, se desarrolla el tema de la vida y los anhelos de un joven con retraso mental y su relación con la sociedad.
En los años ochenta hizo varias películas notables como Chaamaram, Marmaram, Paalangal, Ormakkayi, Kaatathe Killikoodu y muchas más. 
No todas las películas de Bharathan se basan en temas audaces y polémicos. En Oru Minnaaminunginte Nurunguvettam (1987), narra la conmovedora historia de una pareja sin hijos y su vida después de la jubilación. La película trata del aislamiento y la soledad que viene con la vejez. La película fue un punto de abandono del estilo habitual Bharathan y resultó ser un éxito comercial importante, cosechando también elogios de la crítica.
Su Vaisali (1988) es ampliamente considerada como una obra de arte del cine de Malayalam. Siguiendo los dictados de la icónica novelista Malayalam MT Vasudevan Nair. Otra película nace de su asociación fue Thazhvaram. El tema era la venganza, un tema muy característico del estilo Bharathan. 
A pesar de que no era conocido por satisfacer el "star system", Bharathan fue fundamental para reunir a dos iconos de la pantalla, Tamil Sivaji Ganesan y Kamal Hassan en la película Thevar Magan, que obtuvo una gran acogida de la crítica y fue un éxito de taquilla. Sivaji tuvo una actuación inusualmente sobria pero brillante en la película. La película obtuvo varios premios nacionales y fue rehecha en varias lenguas regionales.
Sus películas más experimentales incluyen Aaravam y también Nidra, una película sobre la difícil situación de una chica que está enamorada de un hombre mentalmente trastornado.
Su creatividad no se limita a la dirección de la película. Él también ha escrito las letras y las canciones para sus películas.

## Muerte
Bharatan murió en un hospital privado en Chennai el 30 de julio de 1998 a la edad de 50 años, luego de una prolongada enfermedad. Sufría de cirrosis hepática.

## Filmografía
| No: | Año  | Título                            | Elenco                                                                                       | Guionista                                                                                            | Música                 |
| 1   | 1975 | Prayanam                          | Mohan, Kottarakkara Sreedharan Nair, Master Raghu, Lakshmi, Kaviyoor Ponnamma, Nanditha Bose | P. Padmarajan                                                                                        | M. B. Sreenivasan      |
| 2   | 1977 | Guruvayur Kesavan                 | M.G. Soman, Adoor Bhasi, Sankaradi, Bahadoor, Jayabharathi                                   | Puthur Unnikrishnan, Govindan Kutty                                                                  | G. Devarajan           |
| 3   | 1977 | Aniyara                           | M.G. Soman, Bahadoor, Sankaradi, Urmila, Kaviyoor Ponnamma                                   | Uroob                                                                                                | G. Devarajan           |
| 4   | 1978 | Rathinirvedam                     | Jayabharathi, Krishnachandran, M.G. Soman                                                    | P. Padmarajan                                                                                        | G. Devarajan           |
| 5   | 1979 | 'Thakara                          | Nedumudi Venu, Surekha, Prathap Pothan                                                       | P. Padmarajan                                                                                        | M. G. Radhakrishnan    |
| 6   | 1980 | Lorry                             | Achankunju, Balan K. Nair, Nithya, Pratap Pothan                                             | P. Padmarajan                                                                                        | M. S. Viswanathan      |
| 7   | 1980 | Aaravam                           | Prathap Pothan, Bahadoor, Venu Nagavally, KPAC Lalitha, Prameela                             | Bharathan                                                                                            | M. G. Radhakrishnan    |
| 8   | 1980 | Chamaram                          | Pratap Pothan, Zarina Wahab                                                                  | Balachandran Mangad, John Paul                                                                       | M. G. Radhakrishnan    |
| 9   | 1981 | Chatta                            | Nedumudi Venu, Achankunju, Balan K. Nair, Subha, Sandhya                                     | P. R. Nathan, Bharathan                                                                              | Johnson                |
| 10  | 1981 | Parvathi                          | Prem Nazeer, Rajkumar, Latha, KPAC Lalitha , Prameela                                        | Adaptation of the novel Adiyaravu by Kakkanadan                                                      | Johnson                |
| 11  | 1981 | Nidra                             | Vijay Menon, Shanthikrishna, Abraham P. K., Lalu Alex, KPAC Lalitha                          | Bharathan                                                                                            | G. Devarajan           |
| 12  | 1981 | Parankimala                       | Nedumudi Venu, Benny, Achankunju, Rani Padmini, Soorya                                       | Adaptation of a novel by Kaakkanaadan                                                                | G. Devarajan           |
| 13  | 1982 | Marmaram                          | Nedumudi Venu, Jalaja, Bharath Gopi                                                          | Vijayan Karott, John Paul                                                                            | M. S. Vishwanathan     |
| 14  | 1982 | Ormakkayi                         | Madhavi, Bharath Gopi, Rohini                                                                | John Paul                                                                                            | Johnson                |
| 15  | 1982 | Palangal                          | Nedumudi Venu, Zarina Wahab, Bharath Gopi, KPAC Lalitha, Bahadoor, Shankar                   | John Paul                                                                                            | Johnson                |
| 16  | 1983 | Kattathe Kilikkoodu               | Bharath Gopi, Mohanlal, Srividya, Revathi                                                    | story Nedumudi Venu; script and dialogues T.Damodaran\|                                              | Johnson                |
| 17  | 1983 | Eenam                             | Bharath Gopi, Venu Nagavally, Unni Mary, Santhikrishna                                       | P. Padmarajan                                                                                        | Bharathan              |
| 18  | 1983 | Sandhya Mayangum Neram            | Bharath Gopi, Jayabharathi, Unni Mary, Sreenath                                              | Babu, John Paul, Bharathan                                                                           | Shyam                  |
| 19  | 1984 | Ithiripoove Chuvannapoove         | Mammootty, Rahman, Suresh, Shobhana, Madhu, K. R. Vijaya                                     | Adaptation of a drama by Thikkodiyan; screenplay: T.Damodaran and John Paul; dialogues: T. Damodaran | Ravindran              |
| 20  | 1984 | Ente Upasana                      | Mammootty, Suhasini, Cochin Haneefa, Unnimary                                                | Mallika Younis, Thoppil Bhasi                                                                        | Johnson                |
| 21  | 1985 | Kathodu Kathoram                  | Mammootty, Saritha, Janardhanan, Nedumudi Venu, Innocent, Lizy                               | John Paul                                                                                            | Bharathan, Ouseppachan |
| 22  | 1985 | Ozhivukalam                       | Prem Nazir, Karamana Janardanan Nair, Srividya                                               | P. Padmarajan                                                                                        | Johnson                |
| 23  | 1986 | Chilambu                          | Rahman, Shobhana, Thilakan, Babu Antony, Innocent, Nedumudi Venu                             | N.T Balachandran, Bharathan                                                                          | Ouseppachan            |
| 24  | 1986 | Pranamam                          | Mammooty, Ashokan, Suhasini, Vineeth                                                         | Dennis Joseph                                                                                        | Ouseppachan            |
| 25  | 1987 | Oru Minnaminunginte Nurunguvettam | Nedumudi Venu, Sharada, Parvathy, Devan, M. S. Tripunithura                                  | John Paul                                                                                            | Johnson                |
| 26  | 1987 | Neelakurinji Poothapol            | Karthika, Girish Karnad                                                                      | John Paul                                                                                            | Jerry Amaldev          |
| 27  | 1988 | Vaishali                          | Suparna Anand, Sanjay, Babu Antony, Geetha, Parvathy, Nedumudi Venu                          | M. T. Vasudevan Nair                                                                                 | Bombay Ravi            |
| 28  | 1989 | Oru Sayahnathinte Swapnam         | Madhu, Mukesh, Suhasini, Thikkurissi Sukumaran Nair, Jagathi Sreekumar                       | John Paul                                                                                            | Ouseppachan            |
| 29  | 1990 | Thazhvaram                        | Mohanlal, Sumalatha, Salim Ghouse, Sankaradi                                                 | M. T. Vasudevan Nair                                                                                 | Bharathan              |
| 30  | 1991 | Amaram                            | Mammootty, Maathu, Ashokan, Murali, KPAC Lalitha, Chitra                                     | A. K. Lohithadas                                                                                     | Ravindran              |
| 31  | 1991 | Keli                              | Jayaram, Innocent, Nedumudi Venu, Murali, Charmila                                           | John Paul                                                                                            | Bharathan              |
| 32  | 1992 | Thevar Magan                      | Sivaji Ganeshan, Kamal Haasan, Revathi, Gauthami, Nasser                                     | Kamal Haasan                                                                                         | Ilayaraja              |
| 33  | 1992 | Avarampoo                         | Vineeth, Goundamani, Vaidehi, Nasser                                                         | Story by P. Padmarajan                                                                               | Ilayaraja              |
| 34  | 1992 | Malootty                          | Baby Shyamili, Urvashi, Jayaram, Nedumudi Venu                                               | John Paul                                                                                            | Johnson                |
| 35  | 1993 | Venkalam                          | Murali, Manoj K. Jayan, Urvashi, KPAC Lalitha Mala Aravindan                                 | A. K. Lohithadas                                                                                     | Ravindran              |
| 36  | 1993 | Chamayam                          | Murali, Manoj K. Jayan, Saikumar, Sithara, Ranjitha                                          | John Paul                                                                                            | Johnson                |
| 37  | 1993 | Padheyam                          | Mammootty, Revathi, Sasikala, Bharath Gopi, Nedumudi Venu, Chippy, Lalu Alex,Oduvil          | A. K. Lohithadas                                                                                     | Bombay Ravi            |
| 38  | 1996 | Devaraagam                        | Aravind Swamy, Sridevi, Narendra Prasad, Nedumudi Venu, Janardhanan                          | Money Shornur                                                                                        | M. M. Keeravani        |
| 39  | 1997 | Manjiradhwani                     | Vineeth, Sakshi Sivanand, Kaviyoor Ponnamma                                                  | John Paul                                                                                            | Ilayaraja              |
| 40  | 1998 | Churam                            | Manoj K. Jayan, Divya Unni, Nedumudi Venu, Philomina                                         | Shibu Chakravarthy                                                                                   | Johnson                |